# Nori (zeewier)
Nori (Japans: 海苔), het Japanse woord voor eetbaar wier van het geslacht Porphyra, is een roodwier (Rhodophyta) uit de familie Bangiaceae. Met name in Japan vormt het een belangrijk element van het voedsel. Nori bevat veel eiwitten en vitaminen. Nori wordt meestal verhandeld in de vorm van eetbare, groen-zwarte vellen of stroken, die een erg populair ingrediënt zijn in de Japanse keuken.

## Biologie
De wetenschappelijke geslachtsnaam Porphyra (Grieks voor 'paars') duidt op de rood-paarse tot zwarte kleur. Het rafelige, brede en een cel dikke thallus heeft een lengte van 5 tot 45 cm. Het zeewier lijkt op een elastische vel latex. Nori wordt gevonden aan de kusten van de Noord-Amerika, Europa, Hawaï, Filipijnen en overvloedig in Japan, hangend aan rotsen in het intergetijdengebied (mediolitorale zone) en de spatzone (supralitorale zone).

## Nori als voedsel
Nori wordt geoogst van het vroege voorjaar tot aan de zomer. Het wordt voorzichtig geplukt zodanig dat een nieuwe aangroei mogelijk blijft. Daarna wordt het gespoeld en gedroogd, in de zon of in ovens. Na drogen krijgt het een zwart-paarse kleur.
Nori wordt verkocht in hele, gedroogde plantvorm en in kant-en-klaar vellen. Het kan op verschillende manieren bereid worden, bijvoorbeeld door het te roosteren in de oven (op 95 °C) tot het knapperig wordt, of door het te poffen als maïs. Nori wordt groen na het roosteren. Het kan op vele manieren in het eten verwerkt worden: in sushi, bij bonen, groentes, pasta, aardappels en rijst, als snack, als specerij op een salade, in roerbakgerechten, stoofpotten en soepen. Nori heeft een zoete, licht vlezige of olijfachtige smaak. Het heeft ook wat weg van gerookte thee en gedroogde paddenstoelen.

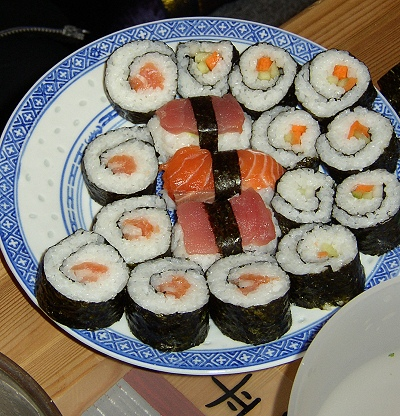
Sushi
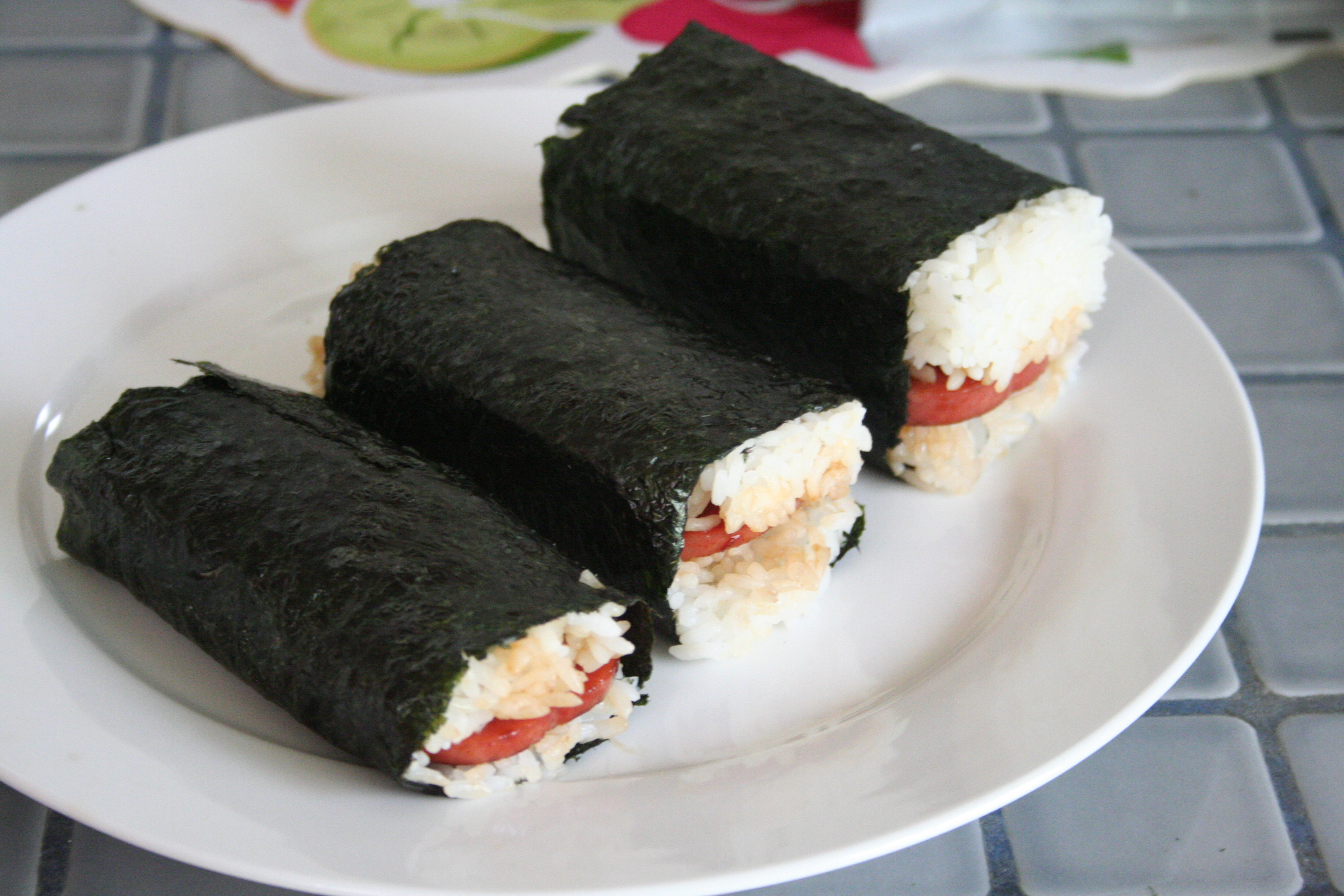
Spam musubi in Hawaï
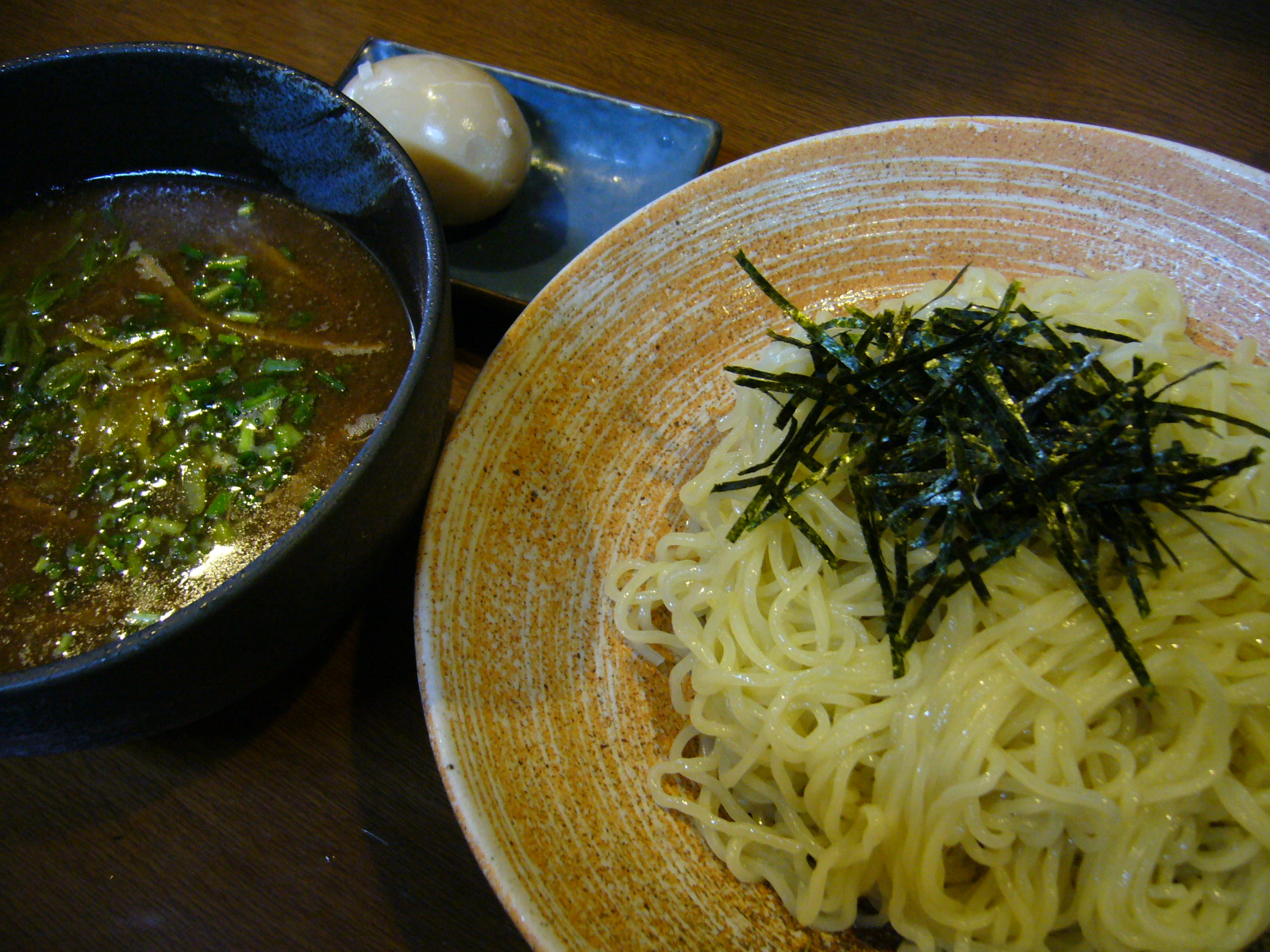
Tsukemen noedels met een topping van nori-stroken

### Welsh Laverbread
In Wales is nori, gekookt met zout en water, een delicatesse, en is verkrijgbaar als "Welsh Laverbread". Welsh Laverbread werd in mei 2017 door de Europese Commissie aangeduid als een beschermde oorsprongsbenaming (BOB).

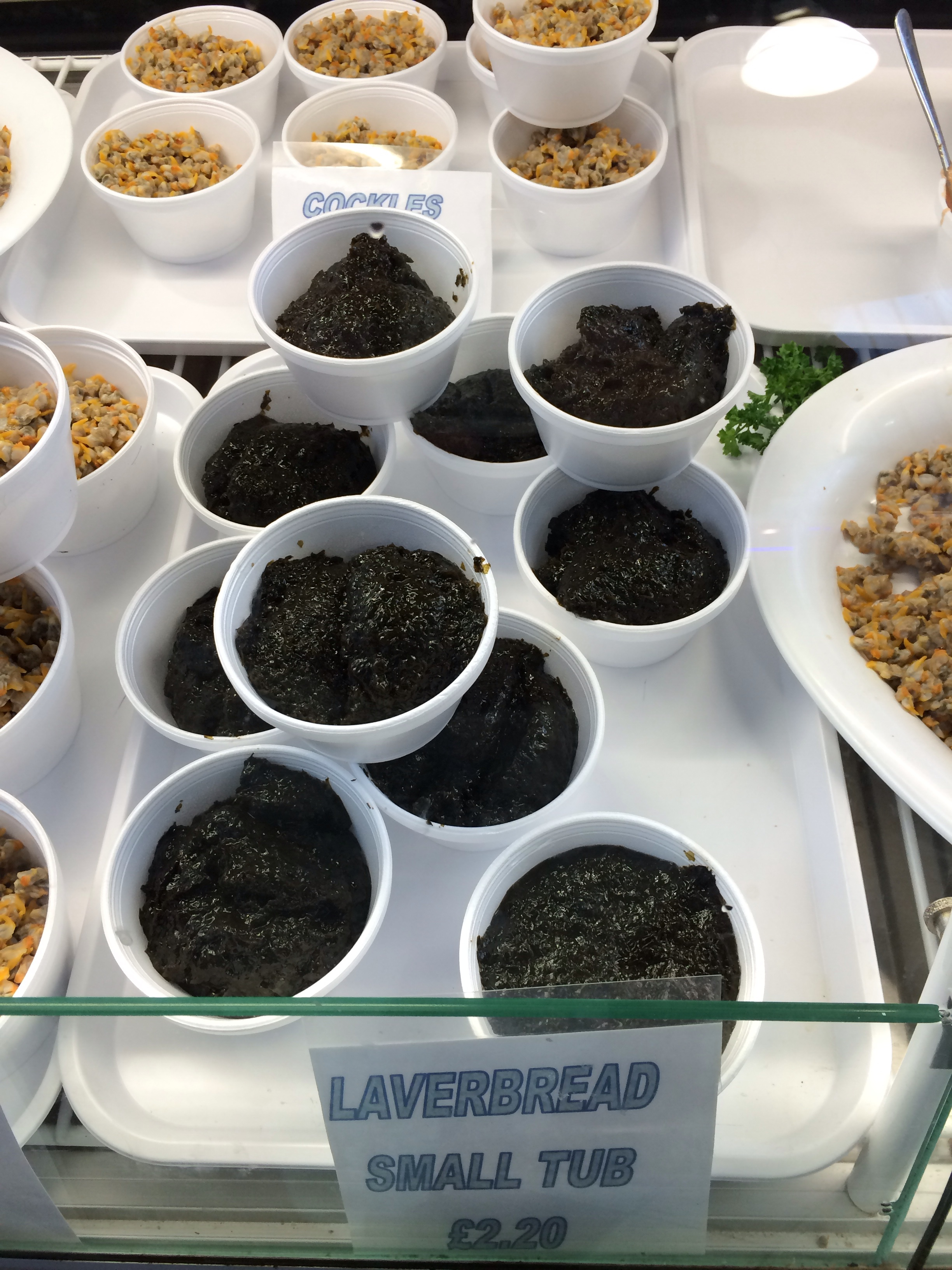
Laverbread

### Voedingswaarde
Nori bestaat uit voor ongeveer 1/3 proteïne en 1/3 voedingsvezels. Het bevat veel jodium, caroteen, vitamine A, B en C1, en ook aanzienlijke hoeveelheden calcium en ijzer. De voedingswaarde varieert, maar 100 g droge yaki-nori bevat 41,4 g proteïne, 3,7 g vet, 36,0 g voedingsvezel, 2,3 g water, 280 mg calcium, 300 mg magnesium, 2,4 mg kalium, 3,6 mg zink en 11,4 mg ijzer. Bovendien bevat het 25,000 μg vitamine A (β-caroteen), 4,6 mg vitamine E, 390 μg vitamine K, 0,69 mg vitamine B1, 2,33 mg vitamine B2, 11,7 mg vitamine B3, 0,59 mg vitamine B6, 57,6 μg vitamine B12, 1,90 μg foliumzuur, 1,18 mg pantotheenzuur en 210 mg vitamine C.